# Локални избори у Србији 2020.
Локални избори одржани су у већини градова и општина Србије (изузев спорне територије Косова) 21. јуна 2020. године, са поновљеним гласањем касније у неким заједницама. Избори су одржани истовремено са парламентарним изборима у Србији 2020. и покрајинским изборима у Војводини 2020. године. Избори на сва три нивоа првобитно су били заказани за 26. април 2020, али су померени због пандемије ЦОВИД-19 у земљи.
Као и републичке и покрајинске изборе, локалне изборе је бојкотовало неколико опозиционих странака, међу којима су оне у Савезу за Србију, које су оптужиле да процес није био ни слободан ни фер. Неке странке које су бојкотовале парламентарне изборе су ипак одлучиле да учествују на локалним изборима у ограниченом капацитету.
Избори за Скупштину града Београда нису одржани, јер су њени чланови бирани у другом четворогодишњем циклусу (иако су скупштински избори одржани у свим општинама у саставу Града Београда). Неке друге јурисдикције такође нису одржале локалне изборе 2020. године, из истог разлога.
Сви локални избори у Србији одржавају се по пропорционалној заступљености. Градоначелници се не бирају директно, већ их бирају изабрани чланови локалних скупштина. За ове изборе изборни цензус је снижен са пет на три одсто (од свих гласова, не само од важећих гласова). Странке које представљају националне мањине изузете су од прага.

## Резултати

### Београдски регион
У свих седамнаест београдских општина одржани су локални избори. Српска напредна странка и њени савезници однели су победе у свим јурисдикцијама осим на Новом Београду, где је Српски патриотски савез Александра Шапића однео тесну победу. Једина друга општина у којој Напредна странка и њени савезници нису освојили потпуну већину је Стари Град, где су им недостајала два мандата.

#### Барајево
| Бр.                                         | Изборна листа                                            | Странка                                     | Гласови | %      | Мандати |
| ------------------------------------------- | -------------------------------------------------------- | ------------------------------------------- | ------- | ------ | ------- |
| 1.                                          | Александар Вучић—За нашу децу                            | СНС, ПС, СДПС                               | 7.644   | 71,22  | 24      |
| 2.                                          | Ивица Дачић—СПС, ЈС—Драган Марковић Палма                | СПС, ЈС                                     | 1.569   | 14,62  | 5       |
| 3.                                          | Самостална демократска српска странка—Андреја Младеновић | Самостална демократска српска странка       | 1.006   | 9,37   | 3       |
| 4.                                          | Др. Војислав Шешељ—Српска радикална странка              | Српска радикална странка                    | 514     | 4,79   | 1       |
| Укупно                                      | Укупно                                                   | Укупно                                      | 10.733  | 100,00 | 33      |
| Важећи гласачки листићи                     | Важећи гласачки листићи                                  | Важећи гласачки листићи                     | 10.733  | 94,95  |         |
| Неважећи гласачки листићи                   | Неважећи гласачки листићи                                | Неважећи гласачки листићи                   | 571     | 5,05   |         |
| Укупни гласачки листићи                     | Укупни гласачки листићи                                  | Укупни гласачки листићи                     | 11.304  | 100,00 |         |
| Бирачи уписани у бирачке спискове/излазност | Бирачи уписани у бирачке спискове/излазност              | Бирачи уписани у бирачке спискове/излазност | 23.470  | 48,16  |         |
| Извор:                                      |                                                          |                                             |         |        |         |

Актуелном председником градске општине Слободану Адамовићу из Српске напредне странке потврђен је још један мандат након избора.

#### Вождовац
| Бр.                                         | Изборна листа                                                                       | Странка                                     | Гласови | %      | Мандати |
| ------------------------------------------- | ----------------------------------------------------------------------------------- | ------------------------------------------- | ------- | ------ | ------- |
| 1.                                          | Александар Вучић—За нашу децу                                                       | СНС, СДПС, ПУПС, ПС, ПСС-БК                 | 33.494  | 61,03  | 38      |
| 2.                                          | Ивица Дачић—СПС, ЈС—Драган Марковић Палма                                           | СПС, ЈС                                     | 5.698   | 10,38  | 6       |
| 3.                                          | Александар Шапић—Победа за Вождовац                                                 | СПАС, РДС                                   | 5.406   | 9,85   | 6       |
| 4.                                          | МЕТЛА 2020—ДСС                                                                      | ДСС, НЈС                                    | 2.752   | 5,01   | 3       |
| 5.                                          | Групе грађана (4 изборне листе)                                                     | Групе грађана (4 изборне листе)             | 3.578   | 6,52   | 2       |
| 6.                                          | За Краљевину Србију—За наш Вождовац                                                 | ПОКС, МФ                                    | 1.584   | 2,89   |         |
| 7.                                          | Храбро—Милица Ђурђевић Стаменковски—Српска странка Заветници—Српска народна партија | Заветници, СНП                              | 1.196   | 2,18   |         |
| 8.                                          | Др. Војислав Шешељ—Српска радикална странка                                         | Српска радикална странка                    | 1.174   | 2,14   |         |
| Укупно                                      | Укупно                                                                              | Укупно                                      | 54.882  | 100,00 | 55      |
| Важећи гласачки листићи                     | Важећи гласачки листићи                                                             | Важећи гласачки листићи                     | 54.882  | 96,37  |         |
| Неважећи гласчки листићи                    | Неважећи гласчки листићи                                                            | Неважећи гласчки листићи                    | 2.066   | 3,63   |         |
| Укупни гласачки листићи                     | Укупни гласачки листићи                                                             | Укупни гласачки листићи                     | 56.948  | 100,00 |         |
| Бирачи уписани у бирачке спискове/излазност | Бирачи уписани у бирачке спискове/излазност                                         | Бирачи уписани у бирачке спискове/излазност | 160.826 | 35,41  |         |
| Извор:                                      |                                                                                     |                                             |         |        |         |

Ивана Илић-Томић из Напредне странке изабрана је за председницу градске општине након избора. Нову општинску управу чинили су Социјалистичка партија и Српски патриотски савез, а одобрило је четрдесет седам одборника.

#### Врачар
| Бр.                                         | Изборна листа                                      | Странка                                     | Гласови | %      | Мандати |
| ------------------------------------------- | -------------------------------------------------- | ------------------------------------------- | ------- | ------ | ------- |
| 1.                                          | Александар Вучић—За нашу децу                      | СНС, СДПС, ПУПС, ПС                         | 10.345  | 53,04  | 34      |
| 2.                                          | Ивица Дачић—СПС, ЈС—Драган Марковић Палма          | СПС, ЈС                                     | 2.814   | 14,43  | 9       |
| 3.                                          | Уједињена опозиција Врачара—Ослободимо Врачар      | СДС, Нова, ГГ                               | 2.029   | 10,40  | 6       |
| 4.                                          | МЕТЛА 2020—ДСС                                     | ДСС, НЈС                                    | 1.556   | 7,98   | 5       |
| 5.                                          | Александар Шапић—Победа за Врачар                  | СПАС, РДС                                   | 1.520   | 7,79   | 5       |
| 6.                                          | Групе грађана (1 изборна листа)                    | Групе грађана (1 изборна листа)             | 639     | 3,28   | 2       |
| 7.                                          | Зелени покрет Врачара—За зеленији и чистији Врачар | РС, Зелена странка Србије                   | 601     | 3,08   | 2       |
| Укупно                                      | Укупно                                             | Укупно                                      | 19.504  | 100,00 | 63      |
| Важећи гласачки листићи                     | Важећи гласачки листићи                            | Важећи гласачки листићи                     | 19.504  | 96,30  |         |
| Неважећи гласачки листићи                   | Неважећи гласачки листићи                          | Неважећи гласачки листићи                   | 750     | 3,70   |         |
| Укупни гласачки листићи                     | Укупни гласачки листићи                            | Укупни гласачки листићи                     | 20.257  | 100,00 |         |
| Бирачи уписани у бирачке спискове/излазност | Бирачи уписани у бирачке спискове/излазност        | Бирачи уписани у бирачке спискове/излазност | 63.444  | 31,93  |         |
| Извор:                                      |                                                    |                                             |         |        |         |